# Thérèse Striggner Scott
Pour les articles homonymes, voir Scott.
Thérèse Eppie Striggner Scott, née le 29 octobre 1932 et morte le 5 septembre 2021, est une avocate et diplomate ghanéenne qui a été juge à la Haute Cour du Ghana et à la Haute Cour du Zimbabwe et ambassadrice du Ghana en France et en Italie.

## Carrière
Thérèse Striggner Scott est admise au barreau de Middle Temple, au Royaume-Uni. Elle travaille comme avocate à Accra, où elle est associée principale d'un cabinet de conseil juridique.  
Elle siège à la Haute Cour du Ghana et, en 1983, devient la première femme nommée à la Haute Cour du Zimbabwe.  
Thérèse Striggner Scott est ambassadrice du Ghana en France de 1986 à 1994, accréditée également près le Saint-Siège ; elle est plus tard ambassadrice en Italie. Elle a également été ambassadrice du Ghana auprès de l'UNESCO et a été membre de la Commission juridique de l'UNESCO. En 1991, elle devient la première femme africaine à être nommée au Conseil exécutif de l'UNESCO.  
Thérèse Striggner Scott est présidente de la Commission de réforme du droit du Ghana de 2000 à 2004,. Elle est membre de la Commission Goldstone, commission permanente d'enquête sur la violence publique et l'intimidation en Afrique du Sud. Elle est aussi membre du Conseil des sages de la Communauté économique des États de l'Afrique de l'Ouest et dirige en 2002 une délégation pour surveiller les élections parlementaires et présidentielle (en) en Sierra Leone.  
En 2004, Thérèse Striggner Scott est nommée par le secrétaire général des Nations unies, Kofi Annan, à la Commission internationale d'enquête sur le Darfour, composée de cinq membres,.  